# Asso di Picche (fumetto italiano)
Asso di Picche è un personaggio immaginario protagonista di una omonima serie a fumetti ideata da Mario Faustinelli e Hugo Pratt, e pubblicata in Italia dalla Uragano Comics Inc. dal 1945 al 1949. Il protagonista è stato il primo eroe mascherato del fumetto italiano. Rappresenta l'esordio come disegnatore di Hugo Pratt. Ha segnato la nascita della scuola veneziana cui parteciparono futuri grandi autori del fumetto italiano.

## Storia editoriale
La serie venne pubblicata in modo discontinuo in 18 numeri suddivisi in tre serie nella collana Albi Uragano, edita da Uragano Comics Inc., casa editrice costituita da giovani autori come Fernando Carcupino, Mario Faustinelli, Alberto Ongaro e Hugo Pratt, che vi esordì come autore. Pompeo Bill, Ray e Roy di Faustinelli, Robin Hood di Giorgio Bellavitis e Junglemen, di Dino Battaglia ma proseguita dallo stesso Pratt, sono alcune delle serie pubblicate. Al primo nucleo si uniscono presto nuove leve dell'ambiente veneziano. Personaggi quali Dino Battaglia, Beppe Porcheddu, Ivo Pavone, Rinaldo D'Ami, Paolo Campani, si aggiungono alla formazione originale per creare il "Gruppo di Venezia", un insieme di autori che diventeranno noti in Italia e all'estero. Tra i frequentatori del gruppo anche Damiano Damiani e Franco Basaglia.
Le tre serie del personaggio fanno parte della collana che ebbe numerazione progressiva da 1 a 20; solo due numeri, 10 e 13, non sono storie del personaggio. La periodicità della serie fu inizialmente annunciata come quindicinale, ma tra dicembre 1945 e la prima metà del 1946 uscirono soltanto i 6 numeri della prima serie. Ben presto la rivista prenderà il nome del suo eroe principale, diventando Asso di Picche Comics, e il suo successo estero spingerà Pratt a pubblicare le storie inedite in Argentina (dove il personaggio assume il nome di As de Espadas), sopravvivendo alla chiusura della testata originale, che in tre anni aveva pubblicato appena venti numeri, a causa dei ritardi di consegna degli autori, in special modo del giovane Pratt.
Nel 1967 l'editore Ivaldi produrrà una ristampa ragionata degli episodi dell'Asso di Picche, nella omonima rivista Asso di Picche Comics, che pubblicherà le storie di Ongaro e Pratt assieme a un'antologia di autori argentini, da Héctor Oesterheld, Alberto Munoz, Arturo Del Castillo e Alberto Breccia.
Il 19º episodio dell'Asso di Picche, realizzato anch'esso nel 1949, venne pubblicato solo nel 1974 sulla rivista Sgt. Kirk, n. 37, ma privo della seconda tavola che era andata persa; venne poi ritrovata e pubblicata nel 1986 sul n. 50 della stessa rivista.. Altre 4 storie, pubblicate in Argentina tra il 1949 e il 1950, restarono inediti in Italia fino al 2012, quando uscirono (numerati come episodi da 20 a 23) all'interno del volume Asso di Picche dall'Argentina, edito a cura dell'ANAFI (Associazione Amici del Fumetto e dell'Illustrazione).

## Trama
La trama ricorda quella degli eroi americani della Golden Age, soprattutto il Batman di Bob Kane e il Phantom di Lee Falk. Asso di picche è un giustiziere mascherato che indossa una calzamaglia gialla e che combatte il crimine internazionale, privo dei superpoteri dei supereroi ma abile nella lotta e nelle arti marziali, provvisto di una sorprendente agilità, e mal visto dalla polizia per le sue azioni sensazionali e fuorilegge. Dietro la maschera è Gary Peters, tipico giornalista fannullone sempre sull'orlo del licenziamento, con una fidanzata, Deanna Farrell, e un amico orientale che lo assiste nelle sue peripezie mascherate, il principe Wang.

## Modelli e stile
Come si può notare il trio formato dagli attori principali delle storie è classico e paradigmatico, costruito alla base dei più solidi stilemi della già più che nascente letteratura supereroistica, dai quali i personaggi principali ne derivano spesso per travaso letterale. Gary Peters, giornalista sbadato e perdigiorno, è un audace incrocio tra Clark Kent e Kit Walker, Deanna Farrel è una Lois Lane dal volto di Diana Palmer; il principe Wang, poi, è il celeberrimo e frequentissimo (per i polizieschi dell'epoca) aiutante cinese, dotato di spiccata intelligenza e doti acrobatiche e marziali, ma più ancora logistiche (è colui che organizza la tecnologia e gli spostamenti dell'eroe) e di supporto, tanto da risultarne autista, assistente e collega (tipico di questo filone è Kato, assistente del Calabrone Verde). Così dunque come i personaggi sono topòi della narrativa popolare poliziesca degli anni venti, trenta e quaranta, così anche molte delle sue storie riverberano il mondo, in parte futuro e in parte passato, in parte attuale e in parte scomparso già nell'immediato dopoguerra (e i due rappresentanti di questi poli possono essere l'Uomo Ombra e Batman) che gli autori, un poco per le letture passate, un poco per quelle presenti (nel 1945, terminata la guerra, l'editoria italiana era invasa dal fenomeno fumettistico americano) avevano plasmato nel loro immaginario. A riprova di ciò, molte storie dell'Asso di Picche riguardano la lotta di quest'ultimo contro vaste organizzazioni criminali (altra tipica caratteristica del fumetto dell'epoca, da La Stirpe dei Pirati Scorpia di Phantom alle prime apparizioni nel mondo malavitoso di Gotham del Joker). Celebre difatti è l'avventura che coinvolge l'Asso di Picche e i suoi amici contro Le Pantere, un'organizzazione mondiale volta alla ricerca di un tesoro orientale, che apre il personaggio, che per motivazioni iconiche è comunque americano, a uno scenario globale tipico delle epopee dell'Uomo Mascherato, di Mandrake e di Steve Canyon. La profondità psicologica dei personaggi soggiace alla necessità di movimento e alla lineare velocità della storia, che trasporta i personaggi ai confini del mondo in un continuo vorticoso rimando di citazioni e tributi, e alla ricerca non di caratteri profondi e originali quanto di personaggi archetipici che potessero giostrare via via alcune delle situazioni emblema del fascino estetico e delle problematiche etiche dell'epopea supereroistica americana.
Il segno grafico, ben lontano da essere ai livelli del primo Corto Maltese, è però già indicativo del talento dell'autore veneziano: ordinato e composto, talora ombroso e crepuscolare secondo gli stilemi dei detective comics, seguace per alcuni aspetti al maestro Milton Caniff, e al suo Terry e i pirati, Hugo Pratt troverà presto un suo stile originale, orchestrando strutture narrative e formali sempre meno rigide e più accurate nelle ambientazioni e nei particolari.

## Parodie
Il personaggio è stato parodiato in una storia di Procopio di Torrecupa, fumetto di Lino Landolfi pubblicato sul settimanale Il Vittorioso, reinterpretato come "Asso di Poker".